# Niigata
Niigata (新潟市?, Niigata-shi) è una città del Giappone, capoluogo della prefettura omonima, situata di fronte all'isola di Sado.

## Storia
La città è stata fondata nel 1889 ed è un importante porto commerciale sul Mar del Giappone sin dal periodo della restaurazione Meiji. A partire dal 2005 una serie di fusioni con i comuni vicini hanno portato la popolazione della città a 810 000 abitanti, ed è diventata quindi una delle più grandi città giapponesi sul mare del Giappone. Un'altra caratteristica di Niigata è quella di trovarsi nel territorio con la maggior estensione di risaie di tutto il paese, rendendolo quindi il maggior produttore nazionale di riso.

## Quartieri

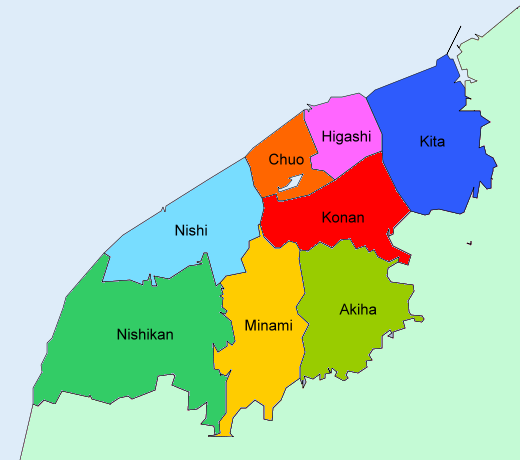
Una mappa dei distretti di Niigata

Niigata è suddivisa in quartieri (ku) dal 1º aprile 2007. Ogni quartiere ha un suo colore rappresentativo.
| Quartiere                       | Giapponese | Colore           |
| ------------------------------- | ---------- | ---------------- |
| Akiha-ku                        | 秋葉区     | ■Floral green    |
| Chūō-ku (centro amministrativo) | 中央区     | ■Waterfront blue |
| Higashi-ku                      | 東区       | ■Aqua blue       |
| Kita-ku                         | 北区       | ■Nature green    |
| Kōnan-ku                        | 江南区     | ■Spring green    |
| Minami-ku                       | 南区       | ■Breeze blue     |
| Nishi-ku                        | 西区       | ■Sunset orange   |
| Nishikan-ku                     | 西蒲区     | ■Harvest yellow  |

## Infrastrutture e trasporti
Niigata è collegata alla capitale Tokyo a partire dalla stazione centrale grazie alla linea ferroviaria ad alta velocità del Jōetsu Shinkansen e passano inoltre diverse linee ferroviarie regionali, come la linea principale Uetsu, la linea Ban'etsu occidentale, la linea Echigo e la linea Hakushin. Inoltre è servita da un aeroporto di seconda classe, designazione giapponese per identificare gli aeroporti che operano con voli regionali: l'Aeroporto di Niigata. Dal punto di vista marittimo, Niigata ospita un importantissimo porto, attivo specialmente nei traffici commerciali del Mar del Giappone.

## Sport

### Squadre e stadi
| Club                          | Sport         | Lega                                           | Sede                                                                | Fondata |
| ----------------------------- | ------------- | ---------------------------------------------- | ------------------------------------------------------------------- | ------- |
| Albirex Niigata               | Calcio        | J. League Division 1                           | Niigata Stadium                                                     | 1955    |
| Niigata Albirex BB            | Pallacanestro | Bj league                                      | Niigata City gym e Toki Messe                                       | 2000    |
| Niigata Albirex Baseball Club | Baseball      | Baseball Challenge League (Independent league) | Niigata Prefectural Baseball Stadium (HARD OFF ECO Stadium Niigata) | 2006    |

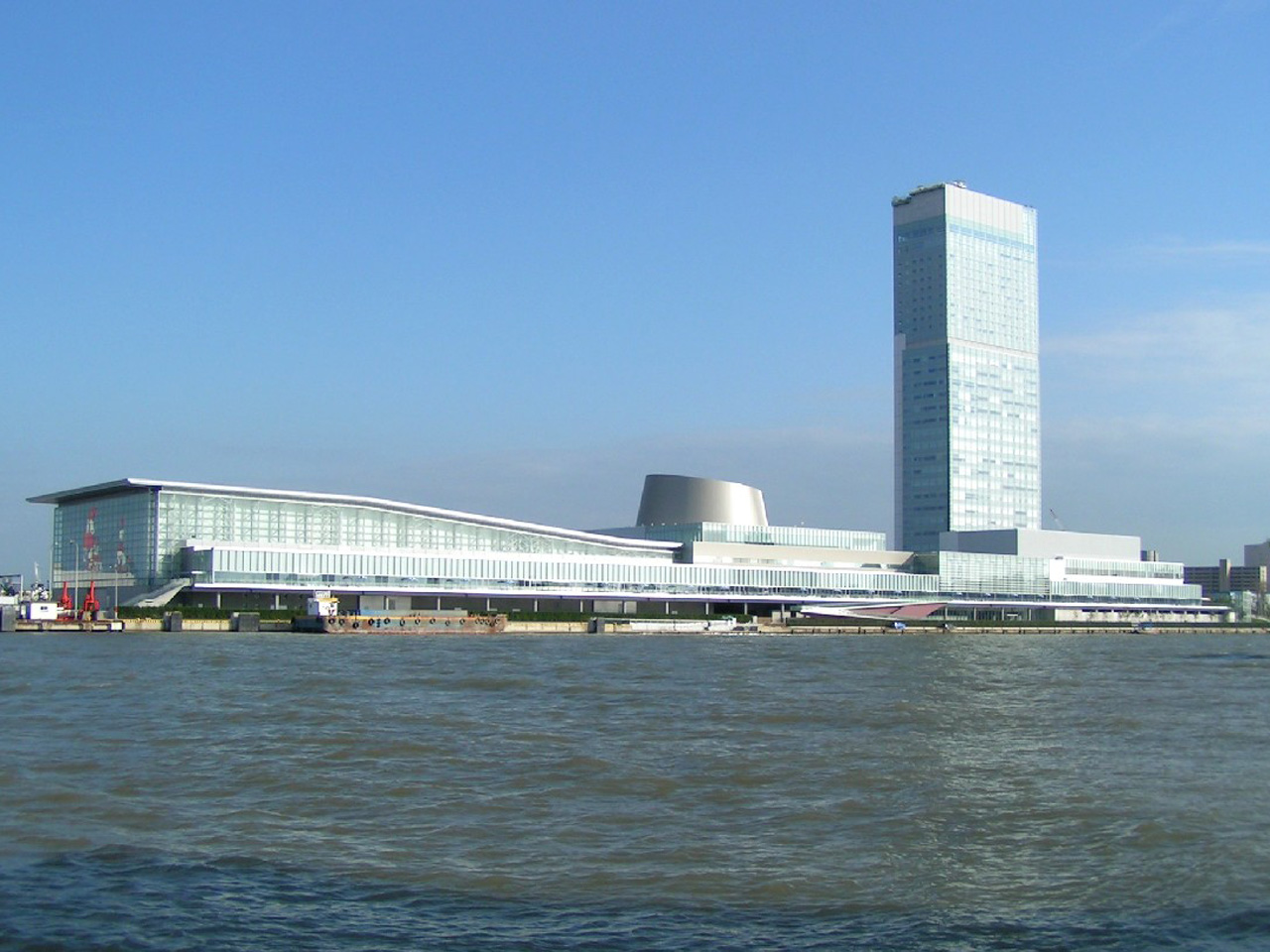
Toki Messe
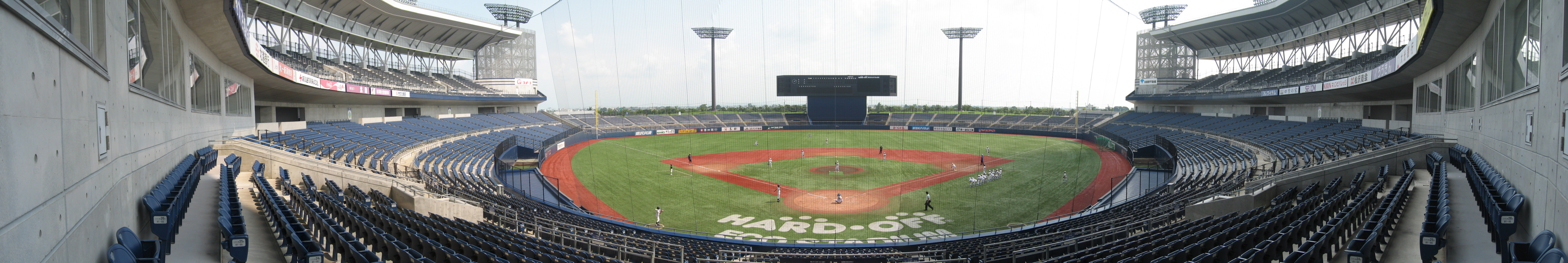
Niigata Prefectural Baseball Stadium

## Amministrazione

### Gemellaggi
- Galveston, dal 1965
- Chabarovsk, dal 1965
- Harbin, dal 1979
- Vladivostok, dal 1991
- Birobidžan, dal 2005
- Nantes, dal 2009[2]
- Kingston upon Hull